# Abovce
Abovce é um município da Eslováquia, situado no distrito de Rimavská Sobota, na região de Banská Bystrica. Tem 8,2 km² de área e sua população em 2018 foi estimada em 626 habitantes.

## Demografia
| Ano:        | 1994 | 2004    | 2014   | 2024   |
| ----------- | ---- | ------- | ------ | ------ |
| Broj ljudi: | 563  | 626     | 624    | 612    |
| Razlika:    |      | +11,19% | -0,31% | -1,92% |

| Ano:               | 2023 | 2024   |
| ------------------ | ---- | ------ |
| Número de pessoas: | 637  | 612    |
| Diferença:         |      | -3,92% |